# El Pedregal (Atacama)
El Pedregal es una localidad chilena ubicada en la Provincia del Huasco, Región de Atacama. De acuerdo a su población es una entidad que tiene el rango de  caserío. Se ubica en el Valle de El Carmen.

## Historia
Esta localidad ubicada en el Valle del Carmen, se desarrolló en torno al antiguo camino que unía a San Félix con Alto del Carmen, su origen y nombre se debe a que el río El Carmen en este punto posee periodos en los cuales no presenta un flujo exorreico, por lo que deja al descubierto una extensión mayor de sedimentos y rodados.
Formaba parte de las múltiples localidades rurales situadas junto al Camino del Rey, hoy llamado Ruta de Los Españoles.
Para 1899 esta localidad era un caserío.

Pedregal.-—Caserío corto del departamento de Vallenar. Está situado en el valle del riachuelo del Carmen poco más arriba de la aldea de este nombre ó Alto del Carmen. Tiene contiguas vegas y terrenos cultivados.
 Francisco Astaburuaga, 1899

Esta localidad aparece los libros de Bautismo de San Ambrosio con fecha de 17 de septiembre de 1901. A partir de 1908 y hasta 1926 sigue apareciendo en los libros como Capilla. 
En 1922 fue destruida por el terremoto e inundación, hasta el año 1986 aún existían ruinas de esta capilla. 
Aquí se celebraban la fiesta de Virgen del Rosario de Andacollo y San Antonio. Esta última se trasladó a la localidad de  La Vega en 1984.

## Turismo
La localidad de El Pedregal es conocida por su producción artesanal de pajarete, vino típico del valle.
Actualmente esta localidad acoge al liceo de la comuna de Alto del Carmen.
La localidad de El Pedregal se encuentra próxima a la localidad de La Huerta y al poblado de La Vega.

## Accesibilidad y transporte
La localidad de El Pedregal se encuentra ubicada a 7,7 kilómetros de Alto del Carmen y 16,2 km San Félix.
Existe transporte público diario a través de buses de rurales desde el terminar rural del Centro de Servicios de la Comuna de Alto del Carmen, ubicado en calle Marañón 1289, Vallenar.
Si viaja en vehículo propio, no olvide cargar suficiente combustible en Vallenar antes de partir. No existen puntos de venta de combustible en la comuna de Alto del Carmen.
A pesar de la distancia, es necesario considerar un tiempo mayor de viaje, debido a que la velocidad de viaje esta limitada por el diseño del camino. Se sugiere hacer una parada de descanso en el poblado de Alto del Carmen para hacer más grato su viaje.
El camino es transitable durante todo el año, sin embargo es necesario tomar precauciones en caso de eventuales lluvias en invierno.

## Alojamiento y alimentación
En la comuna de Alto del Carmen existen pocos servicios de alojamiento formales, es posible encontrar en el poblado de Alto del Carmen, se recomienda hacer una reserva con anticipación.
En las proximidades a El Pedregal no hay servicios de campin, sin embargo se puede encontrar algunos puntos rurales con facilidades para los campistas en  La Junta, Crucecita y  Los Canales.
Los servicios de alimentación son escasos, existiendo en Alto del Carmen, Retamo y San Félix algunos restaurantes.
En muchos poblados hay pequeños almacenes que pueden facilitar la adquisición de productos básicos durante su visita.

## Salud, conectividad y seguridad
La localidad de El Pedregal cuenta con servicios de agua potable rural y electricidad.
En Alto del Carmen y  San Félix se encuentran localizados un Retenes de Carabineros de Chile y Postas Rurales dependientes del Municipio de Alto del Carmen.
En El Pedregal, no hay servicio de teléfonos públicos rurales, sin embargo existe señal para teléfonos celulares.
El Municipio de Alto del Carmen cuenta con una red de radio VHF en toda la comuna en caso de emergencias.
En el poblado no hay servicio de cajeros automáticos, por lo que se sugiere tomar precauciones antes del viaje. Existe cajero automático en Alto del Carmen. Además, en Alto del Carmen, Retamo y San Félix existen almacenes con servicio de Caja Vecina.